# Mathilde Millory
Mathilde Millory, née le 9 août 1991 à Juvisy-sur-Orge, est une tumbleuse française.
Elle est médaillée de bronze aux Championnats du monde 2011 à Birmingham dans l'épreuve féminine de tumbling par équipe avec Jessica Courrèges-Clercq et Lauriane Lamperim.